# Tre piani
Tre piani è un film del 2021 diretto da Nanni Moretti.
Il film, adattamento cinematografico del romanzo omonimo del 2017 scritto da Eshkol Nevo, ha per protagonista un cast corale che comprende, oltre allo stesso Moretti, Margherita Buy, Riccardo Scamarcio, Alba Rohrwacher, Adriano Giannini, Elena Lietti, Alessandro Sperduti, Denise Tantucci, Anna Bonaiuto, Paolo Graziosi, Stefano Dionisi e Tommaso Ragno.

## Trama
La storia si svolge in una palazzina di tre piani situata in un quartiere borghese di Roma. 
Al primo piano vivono Lucio e Sara, genitori della piccola Francesca. L'appartamento di fronte è abitato da una coppia di anziani, Giovanna e Renato, quest'ultimo sofferente di una iniziale demenza senile. Francesca viene spesso affidata alla coppia di anziani, ma una sera Renato e Francesca, usciti per una passeggiata, perdono l'orientamento e non rientrano. Lucio li ritrova dopo molte ore seduti su una panchina in un parco e, a torto, comincia ad avere sospetti di molestie sessuali di Renato sulla bambina. I sospetti si trasformano progressivamente in ossessione, anche per via di alcuni comportamenti anomali di Francesca, tanto che Lucio arriva ad aggredire l'anziano quando ormai giace indifeso in un letto di ospedale. Renato muore poco dopo e Giovanna, convinta che Lucio abbia provocato la sua fine, troncherà ogni rapporto con i suoi vicini. Quando nel condominio arriva Charlotte, nipote minorenne di Giovanna, Lucio viene sedotto da lei e i ruoli si ribaltano: sarà lui a subire un reale processo per stupro, ciò che causerà la fine del suo matrimonio. Anni dopo, Lucio verrà completamente scagionato dalle accuse, anche grazie a Charlotte, che contro il parere di madre e nonna deciderà di non ricorrere in appello. Francesca, ormai adulta e in procinto di partire per l'Erasmus, durante una conversazione risponderà alle sue domande sulla notte in cui si era persa (l'ossessione che evidentemente non l'ha mai abbandonato), chiarendogli che i suoi timori al riguardo sono sempre stati infondati. 
Al secondo piano, Monica, mamma di Beatrice e moglie di Giorgio, costantemente all'estero per lavoro, combatte una silenziosa battaglia contro la solitudine: si trova a vivere la prima gravidanza e il parto totalmente da sola. La donna teme di poter andare incontro allo stesso destino di sua madre, ricoverata in clinica per disturbi mentali, e inizia effettivamente ad avere strane visioni, al punto che molte esperienze che afferma di aver vissuto sembrano in realtà soltanto frutto della sua mente. Dopo un periodo di alti e bassi, l'apice della follia arriva dopo la nascita del secondo figlio, Lorenzo: in tale frangente Monica fa perdere le sue tracce, scomparendo dalla vita dei suoi familiari. Giorgio è quindi costretto ad affrontare tutti i compiti genitoriali e casalinghi che prima erano ad appannaggio esclusivo della moglie. Il tempo passa senza che Monica torni, ma Beatrice spera ancora di incontrarla (o forse anche lei, come la madre e come la nonna, inizia, ancora bambina, ad avere delle visioni).
Al terzo piano abitano Dora e Vittorio, entrambi giudici, insieme al figlio di vent'anni, Andrea. Una notte il ragazzo, mentre guida in stato di ebbrezza, investe e uccide una donna. Sconvolto, chiede ai genitori di fargli evitare il carcere, ma Vittorio pensa che suo figlio debba essere giudicato e condannato per quello che ha fatto. La tensione tra padre e figlio esplode, finché Vittorio costringe Dora a una scelta dolorosa: o lui o Andrea. Dora prova a continuare a frequentare entrambi e alla fine sceglie Vittorio: ciò fa sì che Andrea, una volta uscito di prigione, decida di allontanarsi in via definitiva dai suoi genitori. Alla morte di Vittorio, Dora, ritrovatasi completamente sola, decide di iniziare un percorso per ritrovare sé stessa: cambia casa e si libera degli effetti personali del marito, nonché dell'ingombrante serie di regole che lui le aveva imposto. Grazie a un incontro fortuito, riuscirà a riallacciare i rapporti con Andrea, scoprendo nel frattempo di essere diventata nonna.

## Produzione
In questo film, per la prima volta il Moretti regista si basa su un'opera altrui e non su un soggetto originale.
Le riprese del film sono iniziate il 4 marzo 2019 a Roma e sono terminate nel maggio dello stesso anno.

## Promozione
Il primo teaser trailer del film è stato diffuso il 3 giugno 2021.

## Distribuzione
Il film è stato presentato in anteprima l'11 luglio 2021 in concorso alla 74ª edizione del Festival di Cannes, per poi esser distribuito nelle sale cinematografiche italiane da 01 Distribution a partire dal 23 settembre dello stesso anno.

## Accoglienza
Dopo la proiezione al Festival di Cannes 2021, la pellicola è stata accolta da una standing ovation di undici minuti.

## Riconoscimenti
- 2021 - Festival di Cannes
  - In concorso per la Palma d'oro
- 2022 - David di Donatello[5]
  - Candidatura per la migliore sceneggiatura non originale a Nanni Moretti, Federica Pontremoli, Valia Santella